# MechWarrior 2: Mercenaries
MechWarrior 2: Mercenaries è il secondo videogioco add-on per MechWarrior 2: 31st Century Combat. È stato pubblicato, nel settembre 1996, da Activision. Si tratta di una simulazione di pilotaggio di mech, ispirata al gioco da tavolo BattleTech dell'editore FASA. La trama si pone cronologicamente in modo antecedente a MechWarrior 2.
Il gioco è accompagnato da una colonna sonora creata dal compositore di origine coreana Jeehun Hwang (che consiste di 22 brani di musica elettronica ambient).

## Trama
L'ambientazione generale è quella di BattleTech, dove l'umanità ha colonizzato una larga porzione di Via Lattea, poi suddivisa in Stati interstellari controllati da dinastie nobiliari guerrafondaie. In conseguenza di ciò, la galassia è divenuta teatro di ostilità interminabili. I mech detti BattleMech, macchine imponenti e avanzate, in genere antropomorfe, condotte da un'élite di piloti chiamati MechWarrior, sono determinanti sui campi di battaglia. 
Nel XXXI secolo le nazioni interstellari della Inner Sphere non hanno smesso di lottare per la supremazia. Un tempo possedevano enormi eserciti che quattro feroci Guerre di Successione (susseguitesi nell'arco di quasi due secoli e mezzo) hanno ridotto a pallido ricordo. Le casate alla guida di quegli Stati ora si affidano, con frequenza sempre maggiore, ad unità mercenarie ben addestrate ed equipaggiate.
Nel 3044 lo scenario postbellico della quarta Guerra di Successione (conclusasi 14 anni prima e che vedeva come protagonisti il Commonwealth Federativo, ovvero l'unione politica e militare tra i Soli Confederati e il Commonwealth Lirico, contro la Confederazione di Capella, nella prima fase del conflitto e la Lega Draconis, in seguito) vede indeboliti ulteriormente i contendenti; cinque anni dopo, le forze in campo subiscono un drammatico trauma con l'Invasione dei Clan.
In questo contesto, un giovane pilota mercenario di BattleMech (imponenti mech da guerra) e la sua piccola compagnia di MechWarrior (rilevata dopo la morte, in battaglia, del proprio comandante), hanno l'opportunità di guadagnare considerevoli somme, siglando contratti con quattro nazioni interstellari, la Lega Draconis, il Commonwealth Federativo, la ComStar e la Repubblica Libera di Rasalhague, combattendo negli anni che seguono l'ultima Guerra di Successione e in alcune delle battaglie più significative dell'epoca dell'Invasione dei Clan: la Battaglia di Wolcott nel 3050 (al soldo della Lega Draconis, in una sfida in opposizione a truppe del Clan Smoke Jaguar), così come la difesa del pianeta Luthien (il mondo-capitale della Lega Draconis) contro l'assalto della 31ª unità del Clan degli Smoke Jaguar (nel 3052, l'ultimo anno dell'invasione dei Clan), battaglia che chiude la carriera del giovane mercenario.

## Modalità di gioco

### Singleplayer
In MechWarrior 2: Mercenaries, esistono due modalità di tipo singleplayer: Campaign e Instant Action.
Nella modalità Campaign, il giocatore agisce, per oltre 50 missioni, in ambientazioni urbane, desertiche, di pianura, montane, oceaniche e cosmiche. Le operazioni includono il supporto o il contrasto di rivolte, ricognizione e raid, azioni anti-pirateria. Il giocatore può anche tentare di guadagnare denaro e fama sul pianeta Solaris VII (conosciuto come "la capitale del gioco", dove piloti MechWarrior si sfidano, negli abitacoli dei propri BattleMech, per vaste arene), partecipando all'edizione del 3049 dei "Giochi di Solaris".

Agli obiettivi della campagna, si alternano missioni generate casualmente dall'espansione stessa.
Al giocatore spetta anche il lato manageriale del gioco. Di sovente infatti, le spese per gli spostamenti fra stella e stella, per gli equipaggiamenti, le riparazioni ed i salari dei gragari ingaggiati, sono interamente a suo carico. Viene lasciata la libertà di personalizzare il proprio equipaggiamento e quello dei compagni, recuperando anche parti di ricambio dai mech abbattuti.
Nella modalità Instant Action è possibile affrontare, singolarmente, le operazioni comprese nella modalità Campaign.

### Multiplayer
MercNet era il servizio multiplayer online per MechWarrior 2: Mercenaries. Tale software (tratto da una revisione dell'add-on NetMech di MechWarrior 2: 31st Century Combat) comprendeva le modalità di tipo free for all ("tutti contro tutti") e Team Missions, giocabili via IPX, modem o Null modem.

## MechWarrior 2: Mercenaries Titanium Edition
MechWarrior 2: Mercenaries Titanium Edition è una versione di MechWarrior 2: Mercenaries distribuita per la prima volta nel 1997 (in abbinamento alla vendita di alcuni PC della multinazionale HP) e successivamente (per la vendita al dettaglio) nel 1998, che, oltre a contenere il gioco originale, implementa il supporto per le schede video Direct3D.